# Compañía Nacional de los Ferrocarriles del Oeste
La Compañía Nacional de los Ferrocarriles del Oeste fue una empresa ferroviaria española constituida en 1928 cuya creación vino motivada por la necesidad de hacerse cargo de las distintas líneas ferroviarias que, tras la quiebra de sus anteriores dueños, habían quedado bajo control del Estado. 
La compañía nació en el contexto de crisis que atravesó el ferrocarril español durante la década de 1920. Siguiendo los principios del Estatuto Ferroviario de 1924, el Estado decretó la creación de esta compañía, en parte para ir al rescate de ferrocarriles del Oeste de España que atravesaban por una grave situación económica y en parte para aglutinar otras líneas ferroviarias controladas ya por el Estado. Su existencia fue corta, dado que tras la guerra civil española fue integrada en la Red Nacional de los Ferrocarriles Españoles (RENFE) en 1941.

## Historia
En el contexto de los años 20 y la Dictadura de Primo de Rivera, la llamada cuestión ferroviaria fue atajada por el dictador con el denominado Estatuto Ferroviario de 1924, pero la crítica situación de algunas pequeñas compañías reveló la necesidad de una nueva intervención. El Estado pronto comenzó a construir algunas líneas bajo su propia responsabilidad, como la Ávila - Salamanca y el Betanzos - Ferrol, confiando los servicios a la Explotación de Ferrocarriles por el Estado (EFE).

### Creación de la compañía

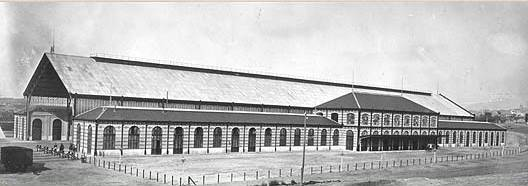
Estación de Delicias en Madrid, cabecera de toda la compañía.

En 1928 las dificultades económicas de la Compañía de los Ferrocarriles de Madrid a Cáceres y Portugal eran tales que sus finanzas no alcanzaban siquiera para el mantenimiento de sus líneas. No era un caso aislado, dado que otras líneas en la zona oeste de España estaban en una situación similar. Inicialmente, el gobierno había previsto obligarlas a fusionarse con las grandes redes de la Compañía de los Caminos de Hierro del Norte de España o la Compañía de los Ferrocarriles de Madrid a Zaragoza y Alicante (MZA), pero estas se negaron en redondo a cargar con el peso de estas líneas deficitarias. El Estado finalmente acudió al rescate de las compañías con indemnización a los accionistas y creación de una administración estatal con presencia de los responsables de las antiguas compañías. Así, el 8 de noviembre de 1928 se decretó la creación de la Compañía Nacional de los Ferrocarriles del Oeste de España. Se decidió la creación de una empresa nacional, es decir, con capital y predominio del Estado a la vez que mantenía una pequeña intervención de capital privado en forma de representación de los antiguos concesionarios. La nueva compañía dispuso inicialmente de un capital social de 104 millones de pesetas.
La acción se realizó de acuerdo con lo establecido en el Estatuto Ferroviario de 1924, que preveía el rescate de compañías y marcaba directrices en consonancia con el rumbo que el gobierno de Primo de Rivera adoptaba para algunas líneas del Oeste de la península. De éstas, la línea Ávila-Salamanca ya era propiedad del Estado al igual que la línea Betanzos-Ferrol. Luego existían otras líneas en poder de compañías concesionarias:
- Compañía de los Ferrocarriles de Madrid a Cáceres y Portugal (MCP),
- Compañía del Ferrocarril de Salamanca a la Frontera Portuguesa (SFP),
- Compañía del Ferrocarril de Medina del Campo a Salamanca (MCS),
- Compañía del Ferrocarril de Medina a Zamora y de Orense a Vigo (MZOV),
- The West Galicia Railway Company Limited (WGR)

En el caso de la MZOV, esta sobrevivió jurídicamente al encargarse de la construcción del tramo ferroviario comprendido entre Zamora y Orense. Integrando todas las compañías ferroviarias, totalizaban una red de 665 km de vías. A esta amplia y dispar red de ferrocarriles se agregaría la línea de Zamora-Orense-Santiago de Compostela-La Coruña, a pesar de que esta se encontraba en construcción y seguiría así durante los siguientes años.

### Una corta existencia

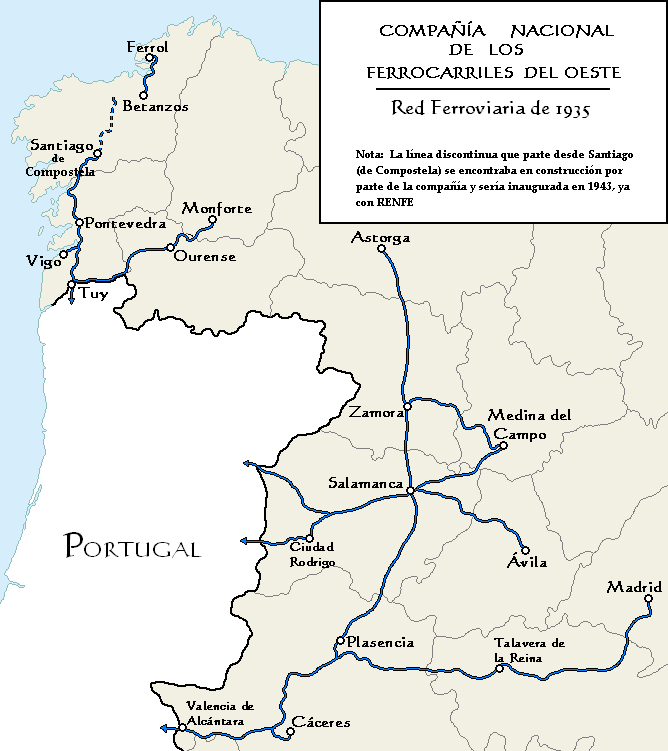
Mapa que muestra las líneas explotadas por los Ferrocarriles del Oeste en 1935.

Durante el ejercicio económico el del primer año (1929) la compañía no fue muy rentable pero al siguiente año los resultados fueron más satisfactorios, pues la insuficiencia de ganancias se redujo en una tercera parte. En este contexto, el nacimiento de la compañía se produjo en la época final de la dictadura de Primo de Rivera, a la que tras un paréntesis le sucedió la caída de la monarquía y la llegada de la II República Española en 1931. La crisis del ferrocarril que se había logrado retrasar con la intervención estatal durante la dictadura empeoró cuando los gobiernos republicanos no reconocieron el Estatuto Ferroviario de 1924 y las ayudas a las compañías (en tanto que esta medida afectaba principalmente a las compañías privadas). A pesar de la intervención estatal, la situación de los Ferrocarriles del Oeste no fue inmune a la crisis generalizada, y el déficit de la compañía iría en aumento durante 1931 y los siguientes años en adelante.
Cuando se produjo la creación de la compañía, su parque móvil procedía de los que componían las antiguas compañías, que en general se encontraba ya muy anticuado (alguno, todavía procedente de finales del siglo XIX) o en mal estado. La principal labor de la compañía fue lograr la modernización del material rodante con el encargo de nuevas locomotoras de la serie 1000 a la fábrica valenciana Devis y la llegada de nuevos vagones. El tipo de locomotora elegido, por ser el más apropiado para las necesidades de la reciente compañía, fue la Mastodonte o 2-4-0, sobre la base de la mítica serie 1400 de MZA. Las cinco primeras unidades de la serie 1000 fueron entregadas a comienzos de la década de 1930 y serán conocidas popularmente como Miles del Oeste. No es este el único material, pues se renovó el parque de coches y vagones expresos que igualmente se encontraban muy anticuados. Junto a los miles del Oeste, se añadieron los encargos de material de transporte, así como la extensa reparación y mantenimiento de las anticuadas infraestructuras.
En 1936 el gobierno del Frente Popular decidió la incautación de la Compañía de los Ferrocarriles Andaluces ante la pésima situación financiera de esta, que se encontraba cercana a la suspensión de pagos. Por el Decreto de 9 de mayo de 1936 el estado se hacía cargo de dicha compañía y transfirió su dirección a los Ferrocarriles del Oeste, con lo que quedaban bajo su control la mayor parte de las líneas férreas de Andalucía y el Sur de España. Consecuencia de esa unidad en la gerencia de ambas compañías fue la idea confundida de que formaban una sola, llamada Ferrocarriles Andaluces y del Oeste.

### La Guerra civil
El estallido de la guerra civil española el 18 de julio de 1936 divide al país en dos zonas y los ferrocarriles del Oeste quedan igualmente divididos, quedando en su mayor parte bajo control de los militares sublevados durante toda la guerra. Por parte gubernamental, en un intento por recuperar el orden, se procede el 3 de agosto por decreto a la incautación de todas las compañías ferroviarias privadas y la unificación de toda la red ferroviaria en una sola entidad supervisada por el propio ejecutivo. Para los "Ferrocarriles del Oeste" significó su desaparición en la zona republicana al quedar incluida en lo que se conoció como Red Nacional Española, entidad estatal que se hizo cargo de la red ferroviaria y la explotación de la misma. No obstante, en la zona republicana el verdadero control de los ferrocarriles lo ejercieron los comités obreros y los sindicatos ferroviarios durante los primeros meses. 
En la zona sublevada, por el contrario, continuó existiendo, al igual que el resto de compañías ferroviarias, si bien todas quedaron bajo control de los militares. Con el avance militar de los ejércitos «nacionales», la mayor parte de los ferrocarriles de «Oeste» quedaron bajo control franquista, exceptuando la estación de Delicias, en Madrid. Durante el transcurso de la contienda las líneas explotadas por «Oeste» fueron muy utilizadas por el bando franquista para el transporte de tropas y material bélico, lo que supuso un importante incremento para las cuentas de la compañía: la guerra llegó a suponer un beneficio de 26,1 millones de pesetas para «Oeste». Tras la puesta en servicio de varios tramos del ferrocarril del Val de Zafán, a mediados de 1938, los franquistas encargaron su explotación a la compañía del Oeste.
Dado que las locomotoras del depósito de Madrid-Delicias quedaron recluidas en Madrid, sin poder servir a su red —bajo control franquista—, los republicanos las emplearon como cubrir la nueva línea férrea que habían construido entre Torrejón de Ardoz y Tarancón tras el corte de la línea Madrid-Alicante por el avance de los ejércitos «nacionales».

### Desaparición
Una vez finalizada la contienda se intentó reanudar los servicios de antes de la guerra pero gran parte del material rodante y las infraestructuras estaban destrozados por los años de guerra. A pesar de los planes de reconstrucción, la compañía tenía los días contados: la creación de RENFE en 1941 significó su integración en la gran empresa estatal.

## Red y material

### Líneas férreas
En este cuadro aparecen las líneas que estuvieron bajo propiedad y explotación de la Compañía Nacional del Oeste entre 1928 y 1935.
| Línea                                  | Longitud | Propietario inicial | Inauguración             | Notas                                            |
| Bargas-Toledo                          | 18,6 km  | Estado              | 20 de septiembre de 1938 |                                                  |
| Salamanca-Frontera portuguesa          | 124,5 km | SFP                 | 6 de junio de 1886       |                                                  |
| La Fuente de San Esteban-Barca de Alba | 77,5 km  | SFP                 | 9 de diciembre de 1887   |                                                  |
| Medina del Campo-Salamanca             | 77 km    | MS                  | 1 de septiembre de 1877  |                                                  |
| Ávila-Salamanca                        | 111,1 km | Estado              | 30 de octubre de 1926    |                                                  |
| Betanzos-Ferrol                        | 42,8 km  | Estado              | 5 de mayo de 1913        |                                                  |
| Pontevedra-Santiago de Compostela      | 75 km    | WGR                 | 15 de septiembre de 1873 |                                                  |
| Santiago de Compostela-La Coruña       |          | Estado              |                          | La construcción se completó en 1943, bajo RENFE. |
| Medina del Campo-Zamora-Vigo           |          | MZOV                |                          | MZOV existió hasta 1957, encargada de las obras. |
| Madrid-Frontera portuguesa             | 431 km   | MCP-O               | 20 de octubre de 1881    | Incluía la estación de Delicias en Madrid        |
| Plasencia-Astorga                      | 348 km   | MCP-O               | 21 de junio de 1896      |                                                  |
| Monforte-Vigo-Frontera Portuguesa      | 209 km   | MZOV                | 1885                     |                                                  |

### Parque motor
| Tipo  | Procedencia | N° Oeste    | N° Renfe          | Fabricante                             | N° de fábrica | Año  | Peso | Notas                                        |
| 220   | MCP         | 1           | 220-2001          | Hartmann, Chemnitz                     | 1114          | 1881 | 41,8 | .                                            |
| 220   | MCP         | 2           | .                 | Hartmann                               | 1115          | 1881 | 41,8 | .                                            |
| 220   | MCP         | 3           | 220-2002          | Hartmann                               | 1116          | 1881 | 41,8 | .                                            |
| 220   | MCP         | 4           | .                 | Hartmann                               | 1117          | 1881 | 41,8 | .                                            |
| 220   | MCP         | 5           | 220-2003          | Hartmann                               | 1118          | 1881 | 41,8 | .                                            |
| 220   | MCP         | 6           | .                 | Hartmann                               | 1119          | 1881 | 41,8 | .                                            |
| 220   | MCP         | 7           | 220-2004          | Hartmann                               | 1120          | 1881 | 41,8 | .                                            |
| 220   | MCP         | 8           | .                 | Hartmann                               | 1121          | 1881 | 41,8 | .                                            |
| 220   | MCP         | 9           | 220-2005          | Hartmann                               | 1122          | 1881 | 41,8 | Preservada                                   |
| 120   | MZOV        | 21 a 25     | .                 | J.F. Cail & Cie., París                | 1207-1211     | 1863 | 32,0 | .                                            |
| 120   | MZOV        | 26 a 30     | .                 | J.F. Cail & Cie.                       | 1216-1220     | 1863 | 32,0 | .                                            |
| 021   | MZOV        | 51 a 52     | .                 | Sharp-Stewart, Mánchester              | 2972-2973     | 1880 | 35,0 | .                                            |
| 021   | MZOV        | 53 a 54     | .                 | Sharp-Stewart                          | 3040-3041     | 1882 | 35,0 | .                                            |
| 021   | MZOV        | 55 a 56     | .                 | Sharp-Stewart                          | 3207-3208     | 1884 | 35,0 | .                                            |
| 021   | MZOV        | 57 a 58     | .                 | Sharp-Stewart                          | 3215-3216     | 1884 | 35,0 | .                                            |
| 120   | SFP         | 61 y 62     | .                 | Tubize                                 | 553-554       | 1883 | 34,9 | .                                            |
| 120   | SFP         | 73 a 85     | 120-2131 a 2132   | Maschinenfabrik Esslingen              | 2038-2050     | 1884 | 36,4 | Preservada la 120-2131 (Vilanova).           |
| 030   | MCP         | 101         | .                 | Saint-Léonard, Lieja                   | 248           | 1865 | ?    | .                                            |
| 030   | MCP         | 103-110     | .                 | Hartmann                               | 969-978       | 1877 | 35,4 | .                                            |
| 030   | MS          | 117-120     | 030-2107 (ex 119) | Haswell, Viena                         | 686-688       | 1863 | 30,4 | .                                            |
| 030   | MS          | 121         | .                 | Graffenstaden                          | 241           | 1864 | 30,4 | .                                            |
| 030   | MZOV        | 131 a 135   | .                 | Saint-Léonard                          | 222-226       | 1864 | 30,4 | .                                            |
| 030 T | MCP         | 161         | 030-0224          | John Cockerill, Seraing                | 1899          | 1895 | 28,5 | Preservada                                   |
| 030 T | MCP         | 171 a 172   | .                 | John Cockerill                         | 1556-1557     | 1888 | 31,0 | .                                            |
| 030 T | MCP         | 181         | .                 | Corpet Louvet & Cie., La Courneuve     | 513           | 1889 | 27,3 | .                                            |
| 030 T | WGR         | 191         | 030-0201          | Hunslet, Leeds                         | 243           | 1880 | 19,8 | .                                            |
| 030   | MCP         | 201 a 202   | .                 | John Cockerill                         | 1084-1085     | 1879 | 33,5 | .                                            |
| 030   | MCP         | 203         | 030-2540          | John Cockerill                         | 1086          | 1879 | 33,5 | .                                            |
| 030   | MCP         | 204 a 205   | .                 | John Cockerill                         | 1087-1088     | 1879 | 33,5 | .                                            |
| 030   | MCP         | 206         | 030-2541          | John Cockerill                         | 1089          | 1879 | 33,5 | .                                            |
| 030   | MCP         | 207-214     | .                 | R. Hartmann                            | 1098-1103     | 1880 | 33,5 | .                                            |
| 030   | MCP         | 215-219     | .                 | R. Hartmann                            | 1765-1769     | 1891 | 33,5 | .                                            |
| 030   | SFP         | 226-229     | .                 | Hartmann                               | 1495-1498     | 1887 | 38,7 | Iguales a las 301-336 de AGL (Norte 654-689) |
| 030   | MZOV        | 251 a 254   | .                 | Schwartzkopff, Berlín                  | 949-952       | 1878 | 33,0 | .                                            |
| 030   | MZOV        | 255 a 257   | 030-2502 a 2503   | Schwartzkopff                          | 1373-1375     | 1884 | 33,0 | .                                            |
| 030   | MZOV        | 267 a 268   | 030-2569 a 2570   | R. Hartmann                            | 1713-1714     | 1890 | 37,5 | .                                            |
| 030   | MCP         | 301 a 310   | 030-2519 a 2526   | John Cockerill                         | 2016-2025     | 1897 | 36,0 | .                                            |
| 030   | MCP         | 401 a 410   | 030-2527 a 2536   | R. Hartmann                            | 2721-2730     | 1901 | 35,8 | .                                            |
| 030   | MCP         | 411 a 420   | 030-2557 a 2566   | S.E.C.N.                               | 1-10          | 1928 | 35,0 | .                                            |
| 030   | MZOV        | 421 a 422   | 030-2567 a 2568   | S.E.C.N.                               | 11-12         | 1928 | 35,0 | .                                            |
| 030 T | WGR         | 432 a 433   | .                 | Yorkshire Engine Co., Sheffield        | 187-188       | 1872 | ?    | .                                            |
| 031 T | MZOV        | 441 a 442   | 031-0211 a 0212   | Kitson, Leeds                          | 3764-3765     | 1897 | 42,5 | .                                            |
| 031 T | MZOV        | 451         | 031-0221          | Schwartzkopff                          | ?             | 1883 | 41,0 | .                                            |
| 130   | MCP         | 501 a 507   | 130-2111 a 2117   | R. Hartmann                            | 3349-3355     | 1909 | 47,0 | .                                            |
| 130   | MCP/MS      | 508 a 510   | 130-2118 a 2120   | R. Hartmann                            | 3553-3555     | 1912 | 47,0 | .                                            |
| 130   | MS          | 521 a 524   | 130-2081 a 2084   | Henschel & Sohn, Kassel                | 9837-9840     | 1910 | 42,2 | .                                            |
| 130   | MS          | 525         | 130-2085          | Henschel & Sohn                        | 18629         | 1921 | 42,2 | .                                            |
| 130   | MS          | 526         | 130-2086          | Henschel & Sohn                        | 19513         | 1922 | 42,2 | .                                            |
| 130   | MZOV        | 541 a 542   | 130-2011 a 2012   | Nasmyth-Wilson, Patricroft, Mánchester | 409-410       | 1891 | 34,0 | .                                            |
| 130   | MZOV        | 553 a 554   | 130-2031 a 2032   | Kitson                                 | 4286-4287     | 1904 | 40,9 | .                                            |
| 130   | MZOV        | 555         | 130-2033          | Kitson, Leeds                          | 5130          | 1915 | 40,9 | .                                            |
| 230   | MCP         | 701 a 706   | 230-2065 a 2070   | Linke-Hofmann, Breslau                 | 2412-2417     | 1921 | 55,6 | .                                            |
| 230   | MS          | 707 a 710   | 230-2071 a 2074   | Babcock & Wilcox, Bilbao               | 262-265       | 1928 | 55,6 | .                                            |
| 230   | AS          | 711 a 712   | 230-4141 a 4142   | Babcock & Wilcox                       | 226-227       | 1928 | 55,0 | .                                            |
| 230   | AS          | 713         | 230-4143          | Euskalduna, Bilbao                     | 144           | 1928 | 55,0 | .                                            |
| 230   | MZOV        | 760 a 761   | 230-2059 a 2060   | North British Locomotive Co., Glasgow  | 17647-17648   | 1907 | 50,9 | .                                            |
| 230   | MZOV        | 762         | 230-2061          | North British Locomotive Co.           | 17919         | 1907 | 50,9 | .                                            |
| 230   | MZOV        | 763 a 765   | 230-2062 a 2064   | North British Locomotive Co.           | 18775-18777   | 1909 | 50,9 | .                                            |
| 040   | MCP         | 801 a 806   | 040-2311 a 2316   | R. Hartmann                            | 3747-3752     | 1914 | 49,9 | .                                            |
| 040   | MCP         | 807 a 814   | 040-2321 a 2328   | R. Hartmann                            | 4455-4462     | 1921 | 46,9 | .                                            |
| 040   | MZOV        | 821 a 826   | 040-2191 a 2196   | Sharp-Stewart                          | 2963-2968     | 1881 | 43,0 | .                                            |
| 040   | MZOV        | 827         | 040-2251          | North British Locomotive Co.           | 15950         | 1903 | 45,0 | .                                            |
| 040   | MZOV        | 828         | 040-2252          | North British Locomotive Co.           | 16033         | 1903 | 45,0 | .                                            |
| 240   | MZOV        | 831 a 834   | 240-2051 a 2054   | Linke-Hofmann                          | 2418-2421     | 1922 | 64,1 | .                                            |
| 240   | MZOV        | 835 a 838   | 240-2055 a 2058   | Euskalduna                             | 145-148       | 1928 | 64,1 | .                                            |
| 240   | .           | 839 a 842   | 240-2059 a 2062   | Euskalduna                             | 197-200       | 1931 | 66,3 | .                                            |
| 141 T | MCP         | 851 a 856   | 141-0211 a 0216   | MTM, Barcelona                         | 204-209       | 1925 | 55,0 | MCP 651-656, Ex-SFP 021-026                  |
| 141 T | .           | 857 a 864   | 141-0217 a 0224   | Babcock & Wilcox                       | 409-416       | 1931 | 66,8 | .                                            |
| 140   | AS          | 871 a 872   | 140-2472 a 2473   | Babcock & Wilcox                       | 162-163       | 1926 | 70,5 | .                                            |
| 140   | AS          | 873 a 874   | 140-2474 a 2475   | Babcock & Wilcox                       | 173-174       | 1927 | 70,5 | .                                            |
| 140   | .           | 875 a 888   | 140-2476 a 2489   | SECN                                   | 13-26         | 1932 | 70,5 | .                                            |
| 140   | .           | 889 a 893   | 140-2490 a 2494   | Babcock & Wilcox                       | 451-455       | 1937 | 70,5 | .                                            |
| 140   | .           | 894         | 140-2495          | Euskalduna                             | 58            | 1927 | 70,5 | Pedido Norte n.º 4738                        |
| 140   | .           | 895         | 140-2496          | Euskalduna                             | 60            | 1927 | 70,5 | Pedido Norte n.º 4740                        |
| 140   | .           | 896         | 140-2497          | Euskalduna                             | 62            | 1927 | 70,5 | Pedido Norte n.º 4742                        |
| 140   | .           | 897 a 898   | 140-2306 a 2307   | Babcock & Wilcox                       | 266-267       | 1928 | 70,5 | Pedido Norte n.º 4747 y 4748                 |
| 140   | .           | 899         | 140-2314          | Babcock & Wilcox                       | 277           | 1928 | 70,5 | Pedido Norte n.º 4758                        |
| 040 T | Asland      | 901 a 902   | 040-0211 a 0212   | Babcock & Wilcox                       | 145-146       | 1925 | 45,4 | .                                            |
| 041 T | Asland      | 911         | 041-0201          | Babcock & Wilcox                       | 342           | 1929 | 50,0 | .                                            |
| 140   | MZOV        | 941 a 944   | 140-2049 a 2052   | Babcock & Wilcox                       | 258-261       | 1928 | 56,8 | .                                            |
| 242 T | MZOV        | 961 a 964   | 242-0201 a 0204   | MTM                                    | 86-89         | 1917 | 75,0 | .                                            |
| 242 T | MZOV        | 965         | 242-0205          | MTM                                    | 147           | 1923 | 75,0 | .                                            |
| 242 T | MZOV        | 966         | 242-0206          | MTM                                    | 149           | 1923 | 75,0 | .                                            |
| 242 T | MZOV        | 967 a 968   | 242-0207 a 0208   | MTM                                    | 152-153       | 1923 | 75,0 | .                                            |
| 240   | .           | 1001 a 1005 | 240-2201 a 2205   | Euskalduna                             | 201-205       | 1932 | 82,9 | .                                            |
| 240   | .           | 1006 a 1010 | 240-2206 a 2210   | Babcock & Wilcox                       | 430-434       | 1932 | 82,9 | .                                            |
| 240   | .           | 1011 a 1015 | 240-2211 a 2215   | Devis, Valencia                        | 1-5           | 1933 | 82,9 | .                                            |
| 240   | .           | 1016 a 1020 | 240-2216 a 2220   | Babcock & Wilcox                       | 436-440       | 1934 | 82,9 | .                                            |
| 240   | .           | 1021 a 1024 | 240-2221 a 2224   | MTM                                    | 478-481       | 1934 | 82,9 | .                                            |
| 240   | .           | 1025 a 1028 | 240-2225 a 2228   | Euskalduna                             | 206-209       | 1934 | 82,9 | .                                            |
| 240   | .           | 1029 a 1030 | 240-2229 a 2230   | Devis                                  | 6-7           | 1935 | 82,9 | .                                            |
| 240   | .           | 1031 a 1038 | 240-2231 a 2238   | Devis                                  | 8-15          | 1940 | 82,9 | .                                            |
| 240   | .           | 2401 a 2405 | 240-2471 a 2475   | MTM                                    | 529-533       | 1942 | 96,6 | .                                            |